# Ancema cotys
Ancema cotys är en fjärilsart som beskrevs av William Chapman Hewitson 1865. Ancema cotys ingår i släktet Ancema och familjen juvelvingar. Inga underarter finns listade i Catalogue of Life.

## Bildgalleri

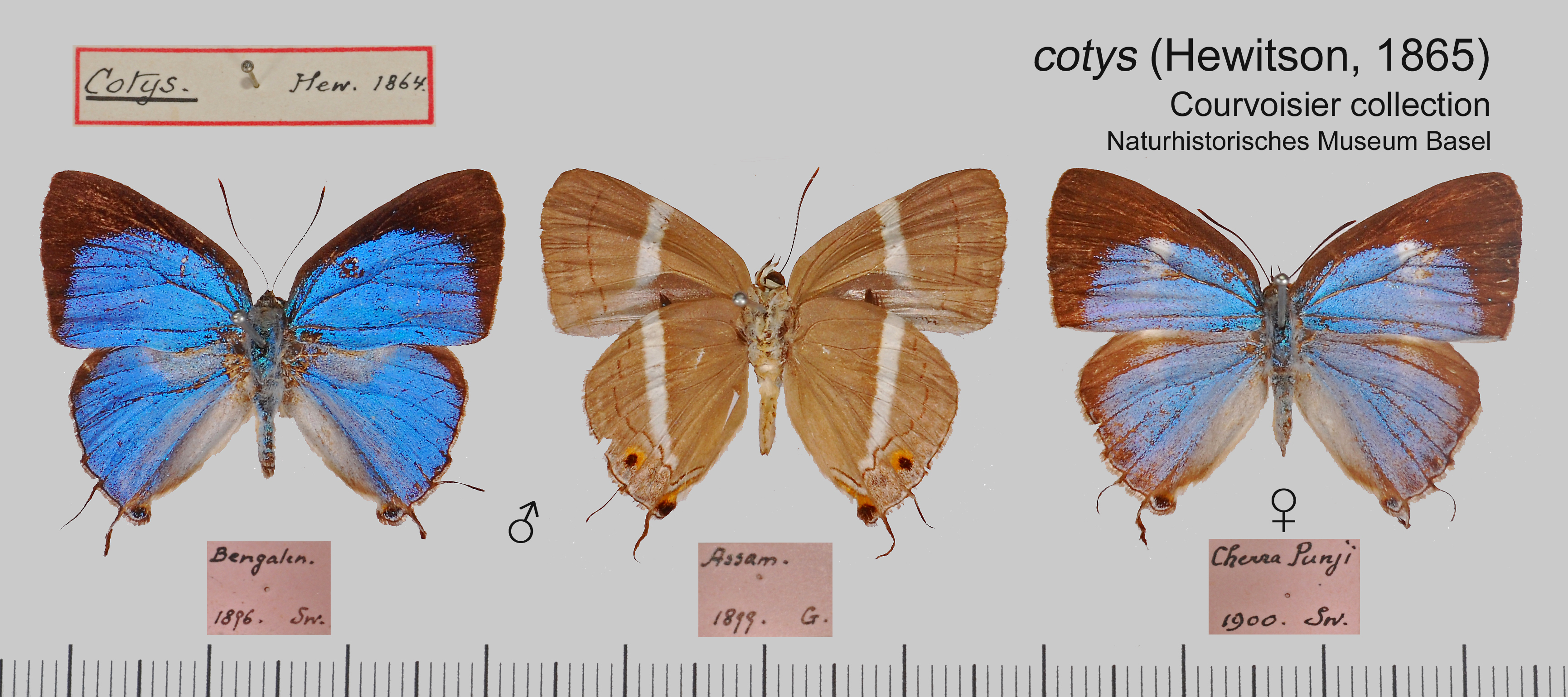
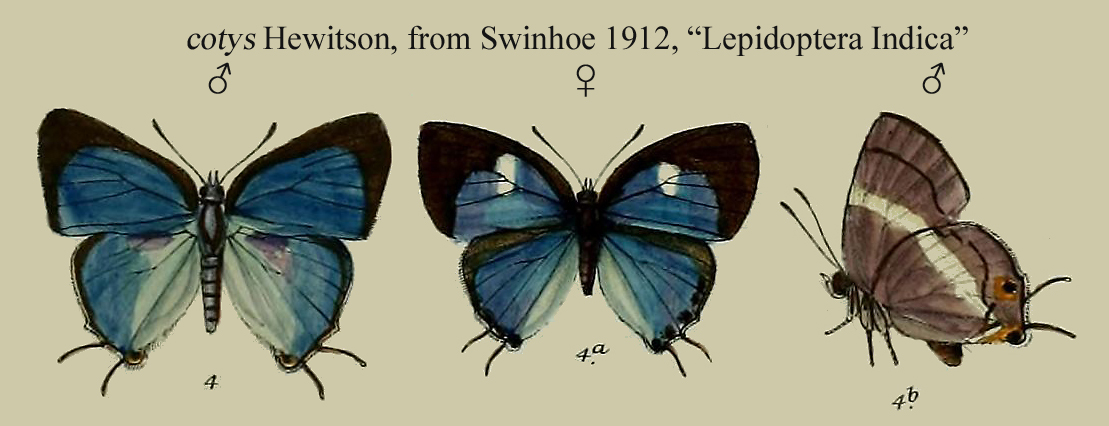
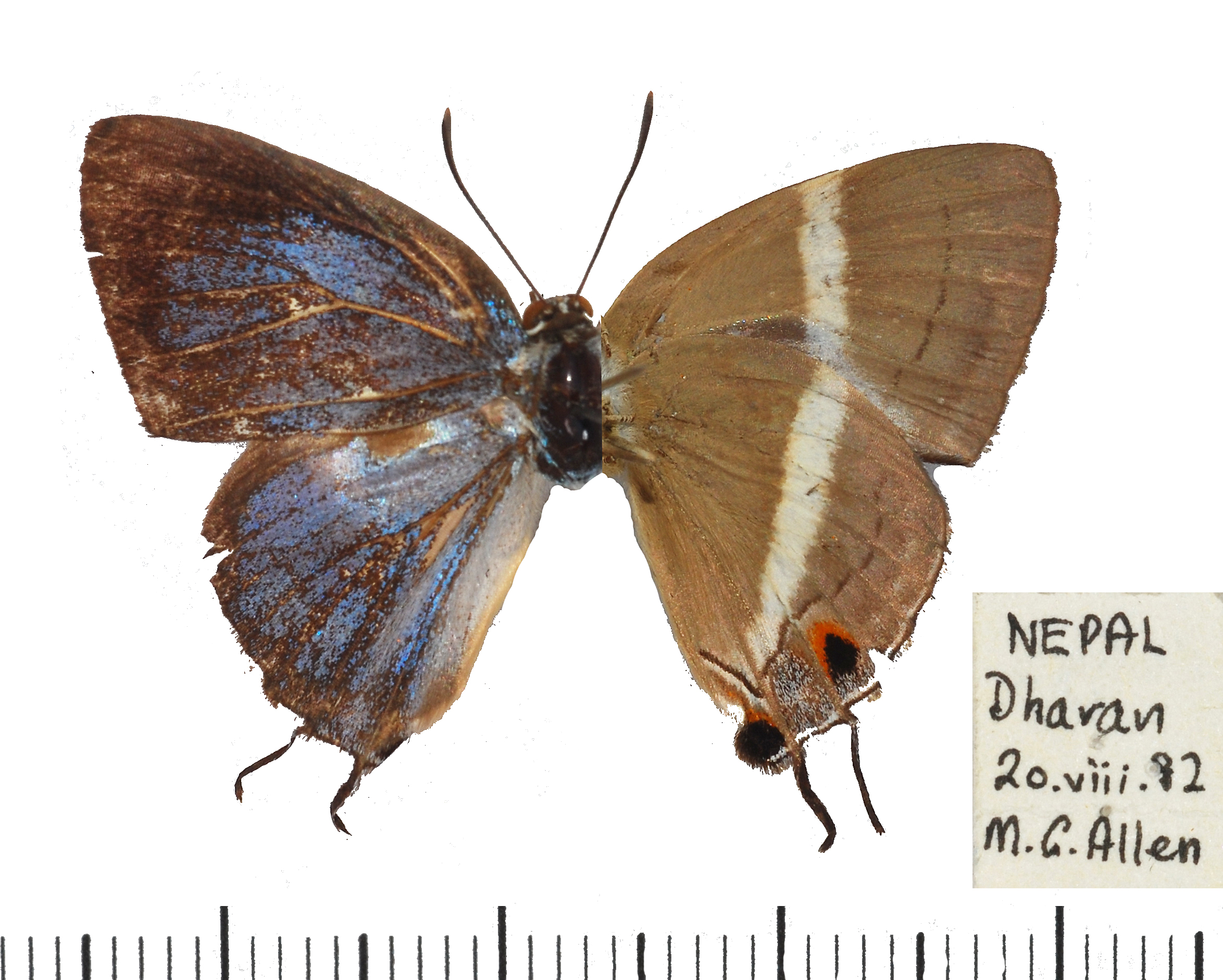
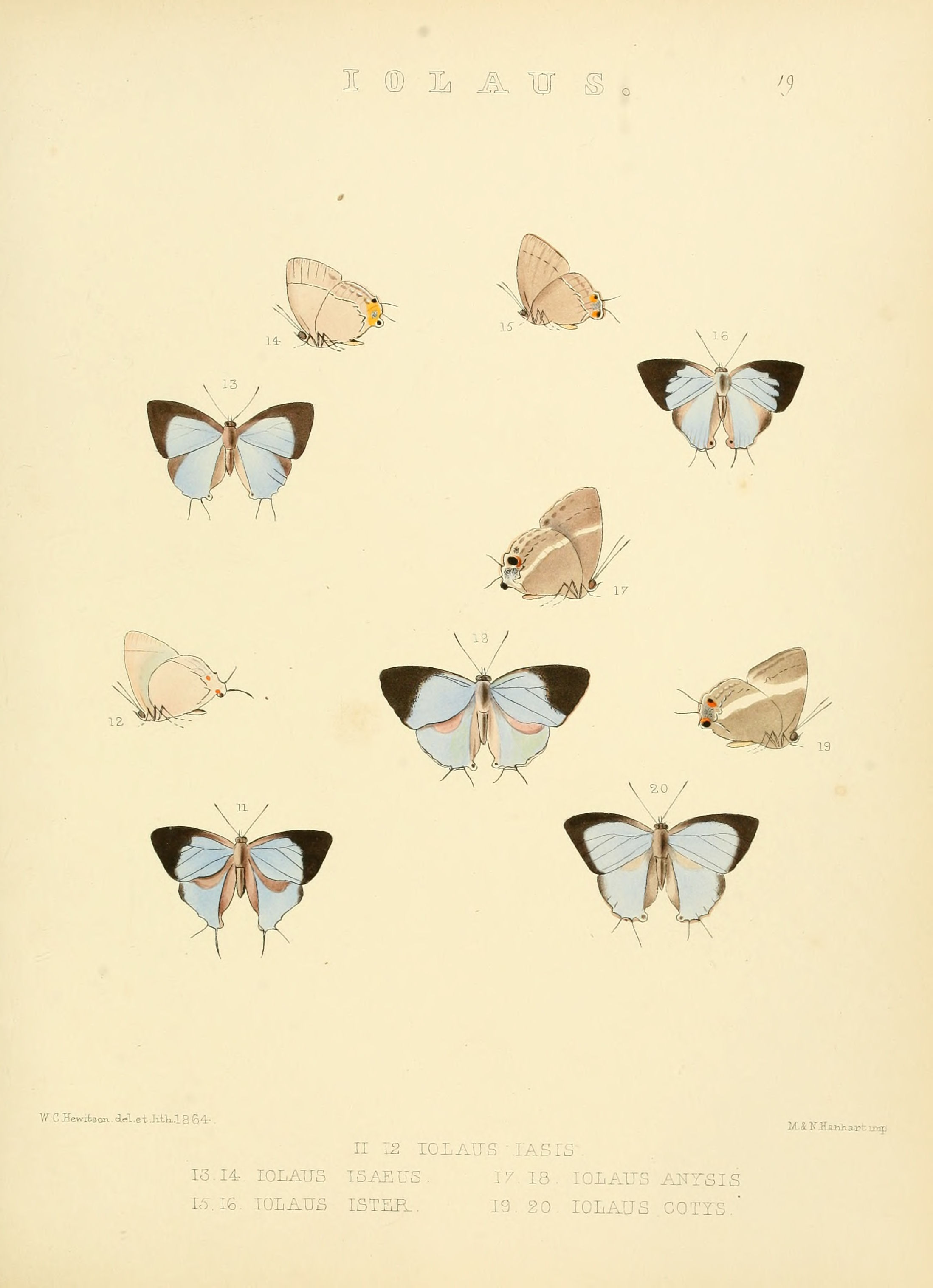